# أكيرا شينودا
أكيرا شينودا هو صحفي وسياسي ياباني، ولد في 17 يوليو 1948 في اليابان.